# LB M 1–5
Die Bahngesellschaft Langelandsbanen betrieb von 1911 bis 1962 die Strecken Rudkøbing–Bagenkop und Skrøbelev–Spodsbjerg auf Langeland. Der Abschnitt Skrøbelev–Spodsbjerg galt als Nebenstrecke, obwohl die Gesamtstrecke Rudkøbing–Spodsbjerg große Bedeutung für den Verkehr hatte. Zusammen mit den Fährverbindungen Svendborg–Rudkøbing und Spodsbjerg–Nakskov war dies die Verbindung zwischen Fyn und Lolland.
Für den Betrieb wurden 1911 bei Henschel & Sohn in Kassel drei Dampflokomotiven mit der Bezeichnung LB 1–3 beschafft. Weitblickend sollte der Personenverkehr mit dem im gleichen Jahr bei Arlöfs Mekaniska Verkstad & Waggonfabrik im schwedischen Arlöv gekauften Dampftriebwagen LB M 1 – dem ersten in Dänemark – betrieben werden.
Der Dampftriebwagen arbeitete jedoch nicht zufriedenstellend und musste bereits 1914 durch eine weitere Dampflokomotive, die LB 4, ersetzt werden. Dazu kamen im Laufe der Jahre die Triebwagen LB M 1–5.

## Geschichte

### LB M 1–2
1926 wurden die beiden Benzin-Triebwagen mit den Nummern LB M 1–2 von Triangel mit den Baunummern 969 und 970 beschafft. Durch ihre Geschwindigkeit von 60 km/h konnten weitere Haltepunkte eingerichtet werden.
Beide Fahrzeuge erhielten einen Sechszylinder-Benzinmotor von Continental mit 100 PS, die Kraftübertragung erfolgte über ein mechanisches Dreiganggetriebe. Sie wogen zwölf Tonnen, hatten eine Länge von 10,82 Metern und 43 Sitzplätze.
M 1 war bis 1962 im Einsatz und wurde in diesem Jahr ausgemustert. Er wurde für 2.600 Kronen an den Dansk Jernbane Klub (DJK) verkauft. 1963 und 1964 fuhr der Triebwagen Museumszüge auf der Museumsbahn Maribo–Bandholm (MBJ). 1991 wurde er an den Øst Sjællands Jernbane Klub (ØSJK) weitergegeben und ab 1995 für DSB Museumstog verwendet. Für den Museumszug war der Triebwagen von 2007 bis 2017 in Næstved stationiert. 2017 wurde er dem Freilichtmuseum des Dänischen Nationalmuseums übertragen und im Frilandsmuseet ved Sorgenfri in Lyngby aufgestellt.
M 2 wurde 1959 nach einem Motorschaden abgestellt und ausgemustert. Die Verschrottung erfolgte 1963 bei Odense Produktforretning.

### LB M 3–4
1929 und 1931 wurden je ein Personenwagen von Triangel zu den weiteren Triebwagen LB M 3–4 umgebaut.
Für den M 3 wurde der Personenwagen B 11 mit dem Achsabstand von 6,60 Metern als Spenderfahrzeug verwendet. Triangel (De Forenede Automobilfabrikker) in Odense stattete diesen 1929 mit einem Sechszylinder-Benzinmotor von Continental mit 120 PS aus. Der B 11 war 1911 bei Scandia in Randers für 9.075 Kronen gekauft worden. Er hatte fünf Abteile, eine Toilette und elektrische Beleuchtung. Eine Dampfheizleitung, Druckluftbremse, koksgefeuerte Warmwasserheizung sowie Rollenlager erhielt er 1926 bei einer Untersuchung.
Im Zweiten Weltkrieg erhielt das Fahrzeug im September 1941 einen Gasgenerator, der bis 1945 im Einsatz war. Der Motor wurde 1956 gegen einen Sechszylinder-Dieselmotor von Leyland mit 150 PS ausgetauscht. Nach einem Brand 1949 wurde er komplett wiederaufgebaut. Der M 3 wurde 1962 ausgemustert und 1963 bei Odense Produktforretning verschrottet. Der Motor wurde an die Gribskovbanens Drift Selskab (GDS) verkauft.
Für den M 4 wurde der Personenwagen B 12 mit dem Achsabstand von 6,60 Metern als Spenderfahrzeug verwendet. Triangel (De Forenede Automobilfabrikker) in Odense stattete diesen 1931 mit einem Benzinmotor von MAN mit 145 PS aus. Der B 12 war 1911 bei Scandia in Randers für 9.075 Kronen gekauft worden. Er hatte fünf Abteile, eine Toilette und elektrische Beleuchtung. Eine Dampfheizung und eine Druckluftbremse erhielt er 1926 bei einer Untersuchung.
Im März 1941 erhielt das Fahrzeug einen Gasgenerator, der bis 1945 im Einsatz war. 1953 wurde der Motor gegen einen Dieselmotor von Leyland mit 150 PS ausgetauscht. Der M 4 führte am 29. September 1962 mit C 22 den letzten Zug der Lollandsbane von Rudkøbing. Er wurde 1962 ausgemustert und 1963 bei Odense Produktforretning verschrottet. Der Motor wurde an die Gribskovbanens Drift Selskab (GDS) verkauft.

### LB M 5
1956 kaufte die Gesellschaft einen weiteren Triebwagen LB M 5 von der stillgelegten Ryomgård–Gjerrild–Grenå Jernbane (RGGJ).
Der von Triangel 1929 gebaute Triebwagen wurde als M 2 für die Horsens-Bryrup-Silkeborg Jernbane (HBS) gebaut, die ihn 1952 an die RGGJ weitergab. Dort wurde er als M 5 einsortiert, so dass bei der Übernahme keine Umnummerierung notwendig war.
Bei der Ablieferung besaß er einen 105 PS starken Benzinmotor, der bei RGGJ 1952 durch einen Achtzylinder-Schienenbusmotor von Frichs mit 160 PS ersetzt wurde.
Im Regelfalle wurde der Triebwagen für Rangieraufgaben und leichte Güterzüge verwendet. Der M 5 wurde 1962 ausgemustert und 1963 bei Odense Produktforretning verschrottet.